# Kelly Caicedo
Kelly Johana Caicedo Alegría (* 26. November 2002 in Cali) ist eine kolumbianische Fußballspielerin. Sie spielt als Innenverteidigerin beim brasilianischen Klub Cruzeiro EC sowie in der kolumbianischen Nationalmannschaft.

## Karriere

### Vereinskarriere
Kelly Caicedo begann ihre Karriere bei América de Cali, wo sie bereits im Alter von 16 Jahren in der ersten Mannschaft spielte.
2019 wurde sie mit América kolumbianische Meisterin. 2020 wechselte sie zu Deportivo Cali, wo sie 2021 erneut die kolumbianische Meisterschaft gewann.
2023 spielte sie kurzzeitig für Alianza Lima in Peru.
Mitte Januar 2023 wechselte sie zum brasilianischen Erstligisten Cruzeiro EC aus Belo Horizonte.

### Nationalmannschaft
Caicedo spielte für Kolumbien bei mehreren internationalen Jugendturnieren (U17, U20). Seit 2019 ist sie Teil der A-Nationalmannschaft Kolumbiens.

## Persönliches
Kelly Caicedo ist die Cousine von Linda Caicedo, einer der bekanntesten kolumbianischen Nationalspielerinnen. Beide gelten als Hoffnungsträgerinnen des kolumbianischen Frauenfußballs.

## Erfolge
- Kolumbianische Meisterin: 2019 (mit América de Cali), 2021 (mit Deportivo Cali)[1]
- Teilnahme an der Copa Libertadores Femenina: 2021, 2022